# Danubio
Il Danubio (anticamente Danoia; in tedesco Donau; in slovacco Dunaj; in ungherese Duna; in croato, in serbo e in bulgaro Дунав?, Dunav; in romeno Dunărea; in ucraino Дунай?, Dunaj) è un fiume dell'Europa centro-orientale. Con 2.860 km è il secondo per lunghezza tra i corsi d'acqua del continente (dopo il Volga) nonché il più lungo tra i fiumi navigabili dell'Unione europea.
Le sue sorgenti sono nella Foresta Nera in Germania, dove due piccoli fiumi, il Brigach e il Breg, si riuniscono a Donaueschingen. È a partire da questo punto che il fiume prende il nome di Danubio, anche se si tende a pensare che il Brigach sia a sua volta un affluente del Breg; pertanto, quest'ultimo sarebbe già il Danubio. Dalle sorgenti scorre verso est, e attraversa varie capitali dell'Europa centrale e orientale (Vienna, Bratislava, Budapest e Belgrado). Alla fine del suo corso si getta nel Mar Nero attraverso un ampio delta sul confine tra Romania e Ucraina. Il delta del Danubio è inserito nella lista del patrimonio mondiale dell'UNESCO.
Il Danubio è da decine di secoli un'importante via navigabile. Conosciuto nella storia come una delle frontiere dell'Impero romano, il fiume scorre entro i confini di dieci paesi: Germania (7,5% del bacino idrografico), Austria (10,3%), Slovacchia (5,8%), Ungheria (11,7%), Croazia (4,5%), Serbia, Bulgaria (5,2%), Romania (28,9%), Moldavia (1,7%) e Ucraina (3,8%). Il suo bacino idrografico comprende parte di altri nove paesi: Italia (0,15%), Polonia (0,09%), Svizzera (0,32%), Repubblica Ceca (2,6%), Slovenia (2,2%), Bosnia ed Erzegovina (4,8%), Montenegro, Macedonia del Nord e Albania (0,04%).

## Etimologia
Il nome del Danubio in rumeno è Dunărea, in croato è Dunav, in bulgaro e serbo è Дунав/Dunav, in ungherese è Duna, in slovacco è Dunaj, in russo e ucraino è Дунай, in tedesco è Donau, in inglese e francese è Danube, in turco è Tuna, in latino Dānubius o Dānuvius.
Si ritiene
che questi termini derivino da un'antica radice protoindoeuropea, che è stata ricostruita come *dʰenh₂- ~ *dʰonh₂- e significava ‘fluire, scorrere (corsi d'acqua)’; altri importanti fiumi europei sono nominati a partire dalla medesima radice, ad esempio il Donec, il Dnepr (Dnipro), il Dnestr o Nistro, il Don in Russia e diversi affluenti chiamati Don in Inghilterra e in Francia.
L'originaria radice indoeuropea sarebbe arrivata al latino tramite le lingue celtiche, nella forma (ricostruita) *Dāne/owjos (documentata nel idronimo gallese Donwy), oppure, secondo qualcuno, attraverso le lingue degli Sciti e dei Sarmati, appartenenti al ceppo iranico (per il quale sono documentati l'avestico dānu ‘fiume’, l'osseto don ‘fiume’ ed il persiano antico danuvatiy ‘fluisce, scorre’).
In greco antico il Danubio aveva il nome di Istros (Ἴστρος), che si ritrova anche in latino nella forma Ister. Lo stesso Danubio, indicato con il suo nome tedesco Donau, e quattro suoi affluenti Günz, Mindel, Riss e Würm sono usati in paleoclimatologia per indicare le cinque ere glaciali.

## Idrografia
Il Danubio, scorrendo da ovest verso est, raggiunge la regione del Mar Nero dopo un viaggio di oltre 2.800 km, sviluppandosi in un delta di circa 4.300 km² tra Romania e Ucraina. A differenza di altri fiumi, la lunghezza del Danubio è registrata a partire dalla foce invece che dalla sorgente. Il punto zero ufficiale è presso la città di Sulina che si affaccia sul Mar Nero (dove sfocia uno dei bracci principali del delta). Il bacino idrografico del fiume si estende su una superficie di circa 805.000 km².
Dalla sorgente alla foce, i principali affluenti sono:

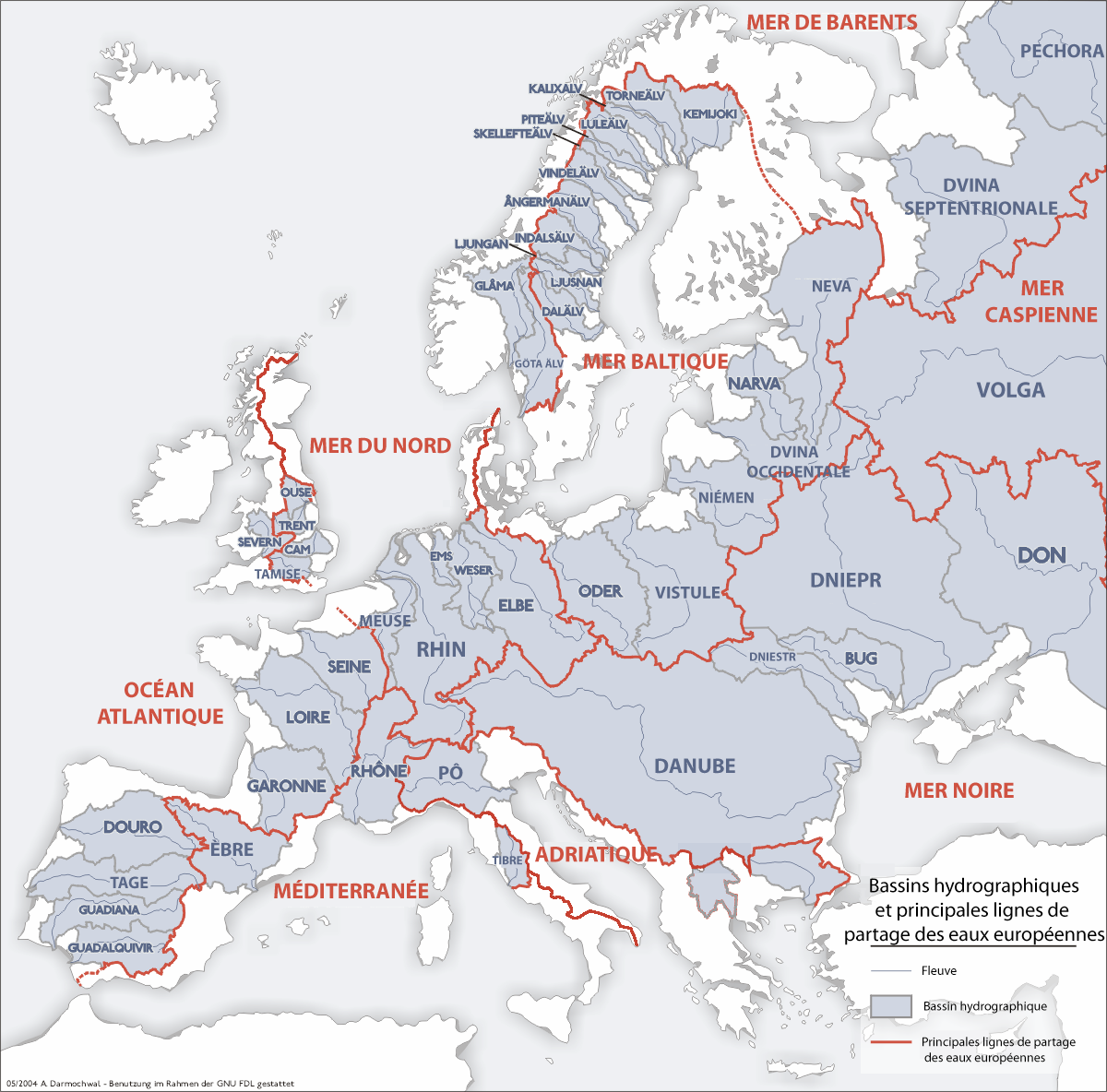
I bacini idrografici dei fiumi europei. Quello del Danubio è fra i più vasti.

- Iller con 70 m³/s
- Lech con 200 m³/s
- Naab con 49 m³/s
- Altmühl con 22 m³/s
- Regen con 35 m³/s (si immette a Ratisbona)
- Isar con 174 m³/s
- Inn con 735 m³/s (si immette a Passavia)
- Traun con 150 m³/s
- Enns con 195 m³/s
- Morava con 110 m³/s
- Rába con 63 m³/s
- Váh con 161 m³/s
- Hron con 55 m³/s
- Ipeľ con 22 m³/s
- Sió, emissario del Lago Balaton, con 39 m³/s
- Drava con 577 m³/s (nasce in Alto Adige, Italia)
- Tibisco con 794 m³/s
- Sava con 1.564 m³/s (si immette a Belgrado)
- Timiș con 47 m³/s
- Grande Morava con 232 m³/s
- Timok con 31 m³/s
- Jiu con 86 m³/s
- Iskăr con 54 m³/s
- Olt con 174 m³/s
- Jantra con 47 m³/s
- Argeș con 71 m³/s
- Ialomița con 45 m³/s
- Siret con 240 m³/s
- Prut con 110 m³/s

## Idrologia
La portata d'acqua del Danubio misurata a Tulcea di 6500 m³/s è il risultato della raccolta delle precipitazioni che cadono su tutto il bacino idrografico del fiume, che va dai 2000 ai 3000 mm all'anno delle regioni alpine, ai 600 mm della Moravia, per una media di circa 800 mm. I vari affluenti del Danubio hanno una notevole variabilità nel loro regime: regime pluviale oceanico della Baviera occidentale, nivo-pluviale di montagna in Austria, pluvio-nivale di pianura in Ungheria, nivale di pianura in Valacchia-Moldavia.

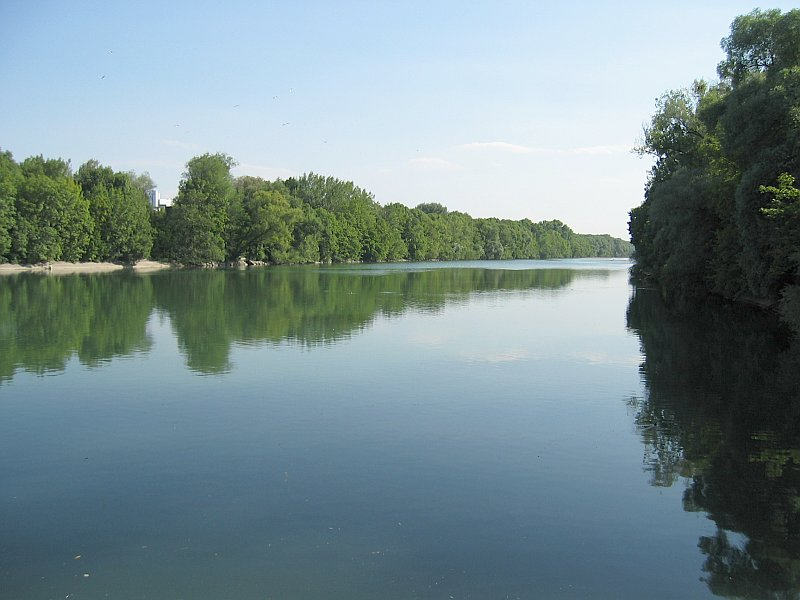
L'Isar, un affluente alpino del Danubio, qui nel suo corso a nord di Monaco.

Il regime pluvio-nivale complesso del Danubio riflette queste diverse influenze. Fino a Ulma riceve influenze oceaniche con abbondanti precipitazioni d'estate. Poi, i suoi affluenti alpini - il Lech, l'Isar, l'Inn, l'Enns, l'Ybbs - rendono il Danubio alpino fino all'80%. Il fiume è allora sensibile alla ritenzione invernale e alla successiva fusione della neve tanto che a Linz presenta un flusso minimo in dicembre e un picco nei mesi di maggio-giugno (per una media di 1710 m³/s). L'influenza di questo regime rimane sensibile anche a Vienna (con una portata media di 2237 m³/s), fino al mese di giugno il fiume è ancora gonfio ed entra nel periodo estivo caratterizzato da piogge tipiche dell'Europa centrale. Queste piogge sono responsabili di catastrofiche inondazioni, il Danubio aumenta la portata fino a 5 volte: 8000 m³/s nel giugno 1965 e 1970, e 9000 m³/s nel mese di luglio 1899. A Budapest e Bratislava la fusione del sole invernale mantiene la portata massima nel periodo maggio-novembre. Il contributo delle acque del fiume Tibisco e Sava anticipano in questi punti di confluenza le grandi portate alla primavera (tra aprile e maggio), ed accrescono la portata minore da giugno a settembre (a Giurgiu si raggiungono i 5900 m³/s). Dalle Porte di Ferro, il Danubio diventa sensibile al sistema climatico a cui va incontro (quello della steppa russa) che apporta al fiume alti contributi d'acqua nel periodo invernale.
Gli inverni rigidi legati al clima continentale possono ghiacciare, in alcuni anni, brevi tratti del Danubio, e ciò può portare, durante il disgelo, a delle inondazioni (quella del marzo 1956 è stata la più importante). I danni principali si registrano in Ungheria, la cui pianura è regolarmente invasa dalle acque.

## Storia geologica

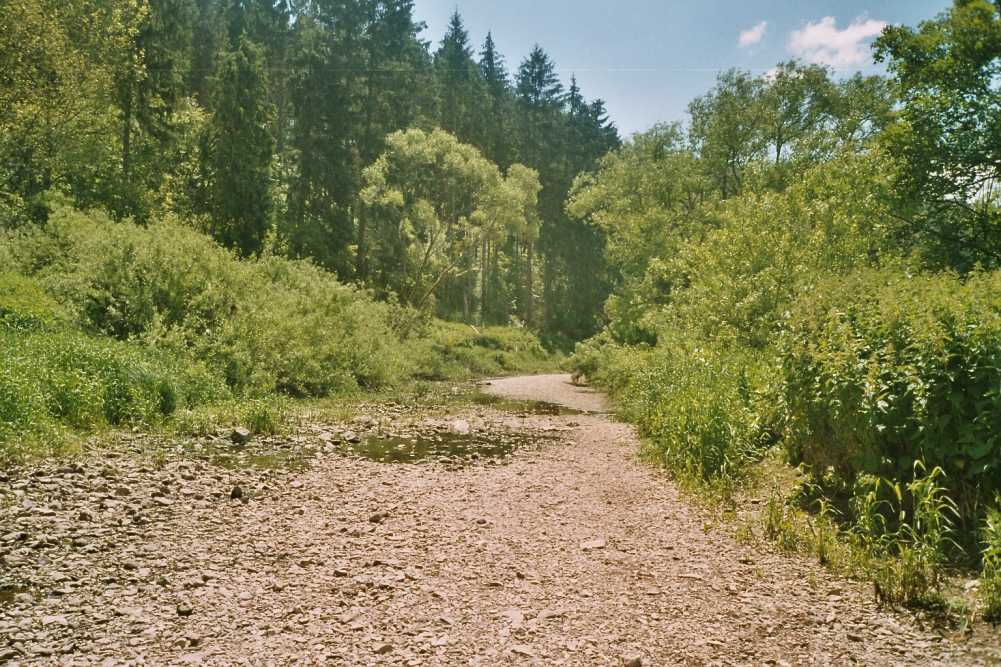
La scomparsa del Danubio (Donauversickerung).

Dal punto di vista geologico, il corso del Danubio è molto più antico del Reno il cui bacino imbrifero è confinante nel sud della Germania. Ciò comporta alcune peculiarità.
Il Reno è l'unico fiume alpino che scorre in direzione nord verso il Mare del Nord. In tal modo catalizza le acque che scorrono in quella direzione e separa alcune regioni del sud della Germania in due.
Fino all'ultimo periodo glaciale (Riss) il Reno iniziava a sud-ovest della Foresta Nera e le acque delle Alpi che oggi confluiscono nel Reno scorrevano in direzione est nel Danubio. Il corso del Danubio passava più a nord, lungo una linea Wellheim – Dollnstein – Eichstätt – Beilngries – Riedenburg. Le gole presenti nel Giura svevo, ora prive di fiumi, sono i resti di un antico letto del fiume molto più grande dell'attuale. Quando successivamente una parte della pianura del Reno superiore andarono formandosi in seguito ad erosione, molte delle acque provenienti dalle Alpi hanno cambiato la loro direzione, raggiungendo il Reno.
Nell'attuale periodo geologico, una parte del Danubio si perde e si infiltra nei calcari porosi del Giura svevo e raggiunge il Reno situato più a valle. Poiché queste grandi quantità di acqua continuano l'azione di erosione del calcare, si presume che il Danubio superiore andrà un giorno a scomparire completamente in favore del Reno.
Vicino ad Immendingen il Danubio è quasi completamente asciutto perché l'acqua filtra nella terra e, attraverso fiumi e grotte sotterranee, raggiunge l'Aachtopf distante quattordici chilometri che alimenta il lago di Costanza, e quindi indirettamente il Reno. Questo fenomeno prende il nome di scomparsa del Danubio (Donauversickerung). Quando l'acqua è molto bassa, il Danubio si infiltra totalmente nel terreno ed è alimentato solo da torrenti come Krähenbach ed Elta.
Fino alla regione a valle di Vienna, il Danubio appare più come un fiume di montagna e solo da questo punto in poi inizia a presentare le caratteristiche di un grande fiume di pianura. Fattori come la rapida fusione della neve e forti precipitazioni sulla regione alpina, contribuiscono all'improvviso rigonfiamento del fiume che può portare a delle alluvioni. Mediante il controllo del fiume e l'eliminazione o l'urbanizzazione di alcune delle zone alluvionali, l'uomo ha aggravato il fenomeno: il numero delle alluvioni è aumentato nel corso del XX secolo. Le più grandi alluvioni dell'ultimo secolo si sono verificate nel 1954, 1988 e 2002.

## Geografia

### Visione d'insieme
Il Danubio è formato dall'unione di due torrenti discendenti della Foresta Nera, il Breg e il Brigach. Il Breg ha la sua sorgente vicino a Furtwangen a 1.078 metri sul livello del mare. Avendo un percorso più lungo la sua fonte, che si trova a soli cento metri del bacino idrografico del Reno, è considerata come la fonte geografica del Danubio. I due torrenti si incontrano a Donaueschingen dove nel parco del castello è presente una fontana monumentale del XIX secolo chiamata Donauquelle, che simboleggia la fonte ufficiale del fiume. Il Danubio tocca le città di Sigmaringen ed Ulma ed attraversa poi la Baviera, bagnando le città di Ratisbona e Passavia, prima di raggiungere l'Austria settentrionale (via Linz e Vienna), proseguendo poi lungo la via meridionale della Slovacchia vicino a Bratislava e l'Ungheria attraversata da nord a sud oltrepassando Budapest. In seguito corre lungo il confine tra Croazia e Serbia bagnando tra le altre la città di Belgrado, prima di segnare il confine tra Serbia e Romania e successivamente tra Romania e Bulgaria, per poi attraversare la Romania da sud a nord e, infine, gettarsi nel Mar Nero dividendosi in tre rami principali e dando forma ad un grande delta, situato lungo la frontiera con l'Ucraina. La Repubblica di Moldavia nel 1990 ottenne l'accesso a circa 300 metri della riva sinistra del fiume vicino Giurgiulești (tra Galați e Reni).
Il delta del Danubio, in Romania, è una zona naturale protetta, in particolare per la foresta Letea dall'aspetto tropicale. Si tratta di un patrimonio mondiale dall'UNESCO dal 1991.
Il contributo dei vari paesi che si affacciano sul Danubio in termini di portata del fiume è come segue: Austria (22,1%), Romania (17,6%), Germania (14,5%), Serbia (11,3%), Bosnia (8,8%), Croazia (6,4%), Ungheria (4,3%), Ucraina (4,3%), Bulgaria (3,7%), Slovenia (3,1%), Slovacchia (1,9%), Repubblica Ceca (1,2%), Moldavia (0,7%).
Dieci paesi si affacciano lungo il Danubio. Il fiume serve come confine naturale per una lunghezza di 1.070,9 km, cioè il 37% della sua lunghezza totale. Quattro paesi sono situati solo su una sponda (Croazia, Bulgaria, Moldavia e Ucraina).

### Percorso dettagliato dalla Foresta Nera al Mar Nero

#### Germania

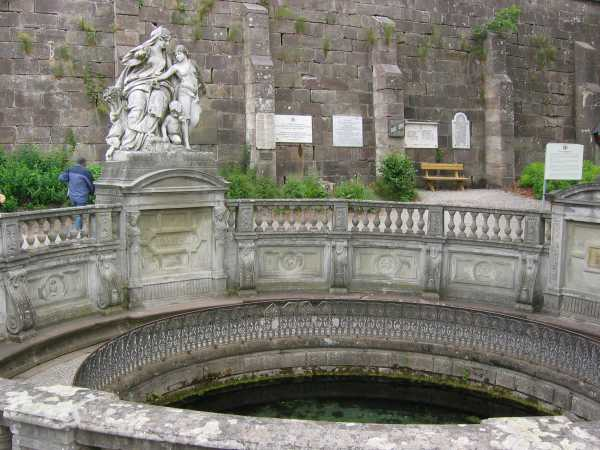
La sorgente del Danubio a Donaueschingen.

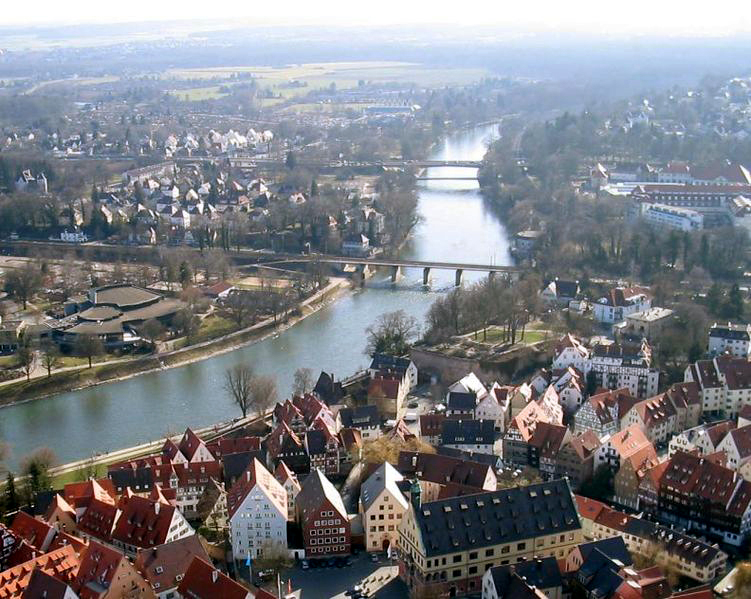
Il Danubio a Ulma.

Il Danubio prende forma 1,4 km a est di Donaueschingen in Germania, alla confluenza di due torrenti, il Brigach e il Breg.
Il Danubio percorre oltre 687 km nella sola Germania, dalla sorgente al confine austro-tedesco, ed è il terzo fiume più lungo del paese. Le principali città bagnate sono Tuttlingen, Sigmaringen, Ulma, Neu-Ulm, Ingolstadt, Ratisbona, Straubing e Passavia.
I suoi affluenti di destra sono i fiumi Iller a Neu-Ulm; Lech in prossimità di Marxheim (a est di Donauwörth);
Isar vicino a Deggendorf e Inn vicino a Passavia. I principali affluenti di sinistra sono il Wörnitz a Donauwörth, Altmühl a Kelheim, Naab e Regen vicino a Ratisbona. Il Danubio incontra in questo tratto altri svariati affluenti minori, come Riß Rot, Große Lauter, Blau, Günz, Brenz, Mindel, Zusam, Schmutter, Paar, Abens, Große Laber, Vils, Ilz, Erlau e Ranna.
A Passavia si innestano l'Ilz a sinistra, e poco dopo l'Inn sulla destra. L'acqua che proviene dall'Inn scorre dalle Alpi ed è tendenzialmente di colore verde, quella del Danubio è tendenzialmente blu e quella dell'Ilz, che proviene da una zona paludosa, è nera. La predominanza del colore verde dell'acqua dell'Inn una volta che i tre fiumi si sono riuniti è dovuta in parte alla grande quantità di acqua trasportata dall'Inn stesso, soprattutto durante lo scioglimento delle nevi alpine, ed in parte al fatto che l'acqua di questo fiume sostanzialmente "galleggia" sopra quella del Danubio.
Edifici di interesse lungo il corso tedesco sono in particolare l'abbazia di Beuron, il castello Hohenzollern-Sigmaringen, la cattedrale gotica di Ulma con la guglia più alta del mondo (161,6 metri), l'abbazia di Weltenburg e la Befreiungshalle, entrambe situate vicino a Kelheim, il ponte di pietra (1135) e la cattedrale di san Pietro a Ratisbona e la Walhalla dieci chilometri a est di Donaustauf. Tra l'abbazia di Weltenburg e Kelheim è situata la valle Donaudurchbruch, di interesse paesaggistico e geologico.

#### Austria

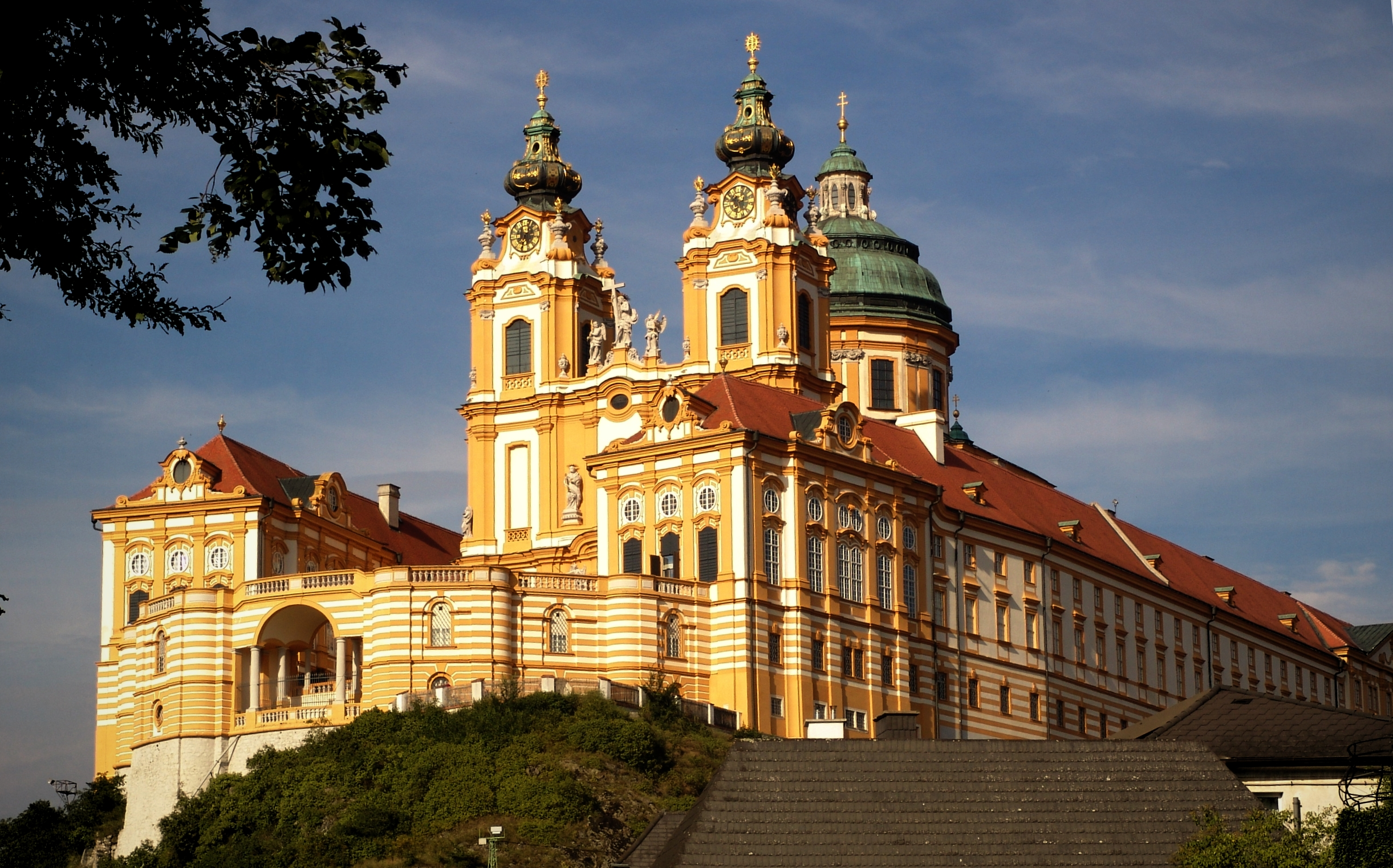
L'Abbazia di Melk in riva al fiume.

L'Austria è molto associata al Danubio, sia per il valzer Sul bel Danubio blu, che per il soprannome di "monarchia danubiana" che venne data all'Impero austro-ungarico che si estendeva per circa 1.300 km lungo il fiume.
L'Austria possiede più di 350 km del corso del fiume sul suo territorio, che pone il paese al sesto posto fra i paesi rivieraschi. Praticamente tutti i fiumi del paese forniscono acqua al Danubio e quindi al Mar Nero; solamente il Land del Vorarlberg è parte del bacino idrografico del Reno (e quindi del Mare del Nord) e una piccola porzione del nord-ovest della Bassa Austria, che alimenta il Lainsitz (Moldava che diviene affluente dell'Elba che si getta nel Mare del Nord). A pochi km dopo la città tedesca di Passavia è posto il confine tra Germania e Austria, seguita dall'ansa di Schlögen, dove il Danubio fa un giro di 180 gradi. A circa 70 chilometri dalla frontiera, attraversa Linz, la terza città più grande dell'Austria. Il fiume passa in seguito Mauthausen, Enns (situata alla confluenza dei fiumi Enns e Grein), dove si trova il punto più profondo del Danubio austriaco, poi raggiunge dopo 90 chilometri Melk con la sua imponente abbazia.
Il fiume attraversa per quasi 36 km uno dei paesaggi più pittoreschi della valle del Danubio, la Wachau (Patrimonio mondiale dell'umanità tutelato dall'UNESCO), che si estende da Dürnstein fino a Krems an der Donau. Già vicino al confine slovacco, il Danubio attraversa la capitale austriaca, Vienna. La città è stata per secoli la città più grande e più importante situata lungo il corso del fiume, ma oggi essa deve contendere il primato con altre capitali di stato, quali Belgrado e Budapest. Il fiume ha permesso alla città di aumentare l'importanza economica e oggi il Danubio è un'importante rotta commerciale tra Oriente e Occidente. Per ridurre gli effetti negativi delle alluvioni, il fiume è stato artificialmente regimentato. La città prende il nome da un affluente, il Wien che si unisce al Danubio in questo tratto.
I principali affluenti in suolo austriaco sono l'Inn (sulla riva destra, al confine con la Germania), l'Aist (riva sinistra), il Traun (riva destra), l'Enns (riva destra), l'Ybbs (riva destra), il Traisen (riva destra), il Kamp (riva sinistra), Vienna (riva destra), Schwechat (riva destra) e Leitha (riva destra, che è stato storicamente importante perché rappresentò il confine con l'Ungheria fino al 1921). In Austria sono presenti undici dighe idroelettriche lungo il corso fluviale.
Vienna è anche la sede della Commissione internazionale per la protezione del Danubio (Internationale Kommission zum Schutz der Donau, IKSD), fondata nel 1998.

#### Slovacchia

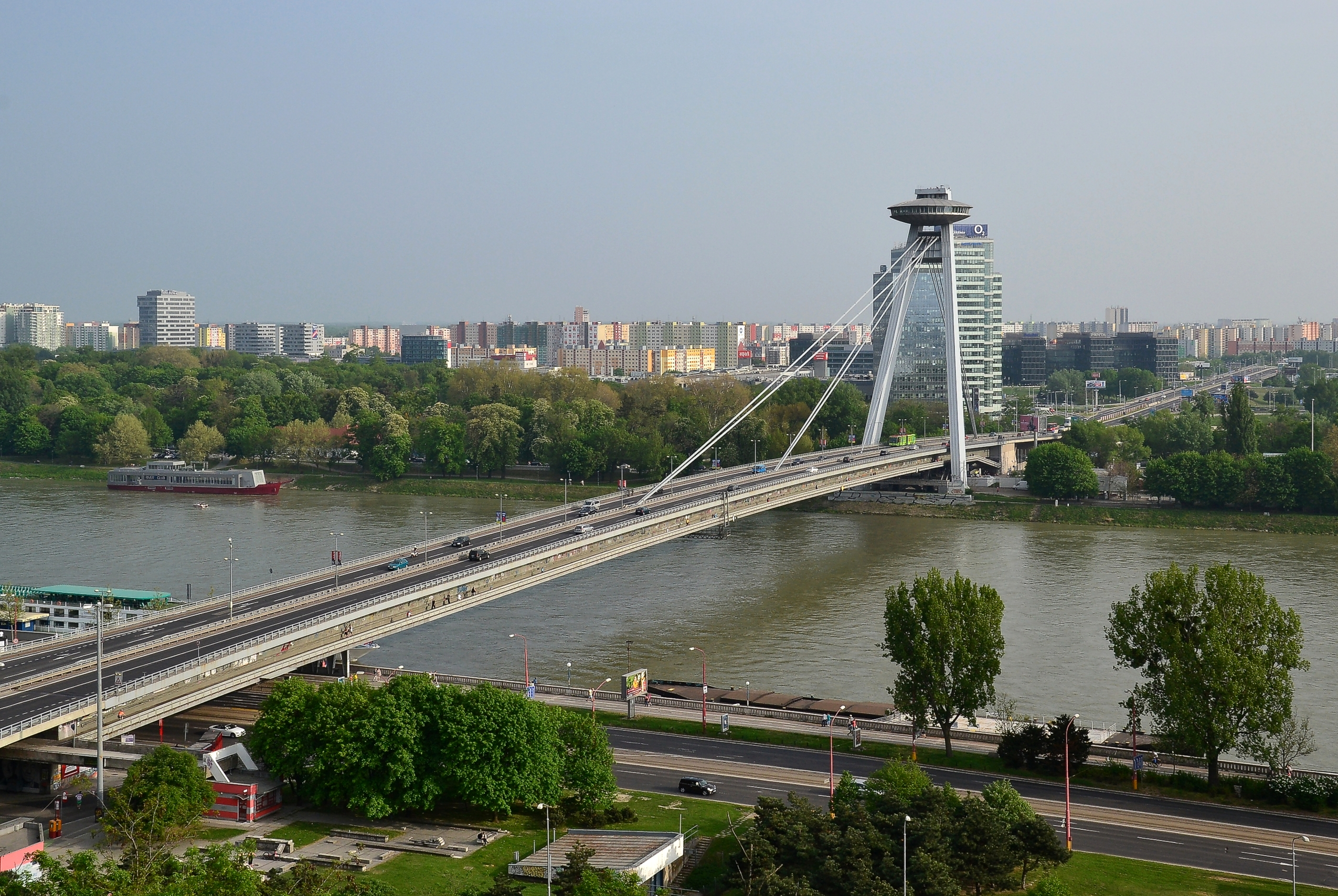
Il Danubio a Bratislava.

All'entrata in Slovacchia, il primo tratto del Danubio marca il confine con l'Austria e poi, a soli 45 km da Vienna, attraversa la capitale Bratislava, dove si unisce al fiume Morava. Infine segna ancora da confine tra la Slovacchia e l'Ungheria.
Principale città attraversata, oltre a Bratislava è Komárno, un centro popolato da parte della minoranza ungherese in Slovacchia, dove il Váh, il più grande fiume slovacco, confluisce nel Danubio. Successivamente trova la confluenza con il Hron a Štúrovo e l'Ipeľ presso il villaggio di Chľaba prima di raggiungere il confine ungherese.
Da Bratislava si diparte un ramo, anticamente principale corso del fiume, oggi chiamato Piccolo Danubio, che ritorna nel corso principale alla confluenza col Váh presso Komárno. Esso delimita a nord, mentre il corso principale del Danubio la delimita a sud, l'isola fluviale più grande d'Europa, Žitný ostrov (in ungherese Csallóköz). La sua superficie è di 1.886 km², con una lunghezza di 84 km ed una larghezza tra i 15 km e i 30 km.

#### Ungheria

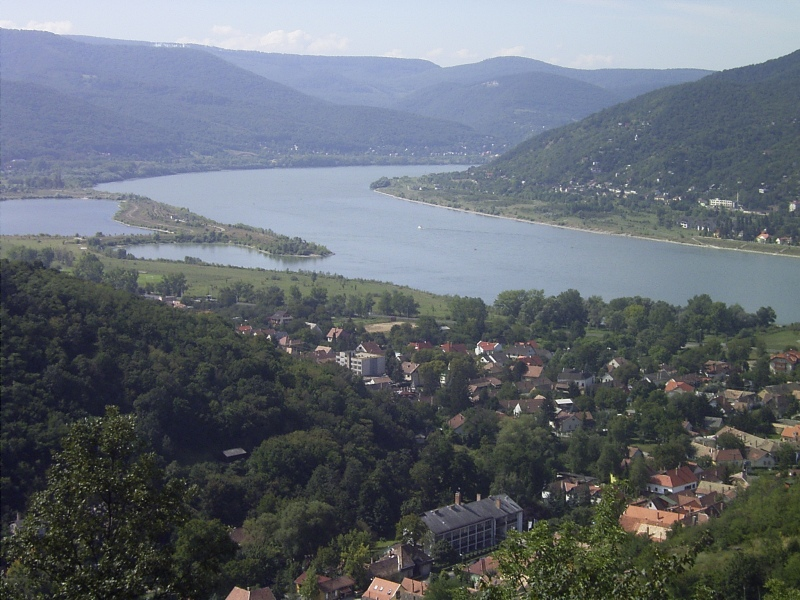
L'ansa del Danubio vicino a Visegrád.

Lungo il confine tra Ungheria e Slovacchia, la prima grande città attraversata è Győr, presso la confluenza con il Rába. Dopo la confluenza con l'Ipeľ, vicino Szob, il Danubio entra totalmente in territorio ungherese. Più a valle il fiume incontra le montagne di Börzsöny, e a sud le montagne di Gerecse e Pilis. Si arriva all'ansa del Danubio, vicino a Visegrád, dove il fiume ruota di 90 gradi e punta verso sud.
Dopo circa 40 km, il Danubio attraversa Budapest, capitale dell'Ungheria. Il fiume entra nella grande pianura ungherese, di cui segna il confine occidentale. Dopo aver lambito diverse città più piccole come Dunaújváros, Baja, Paks e Kalocsa, lascia il territorio magiaro dopo Mohács.

#### Croazia

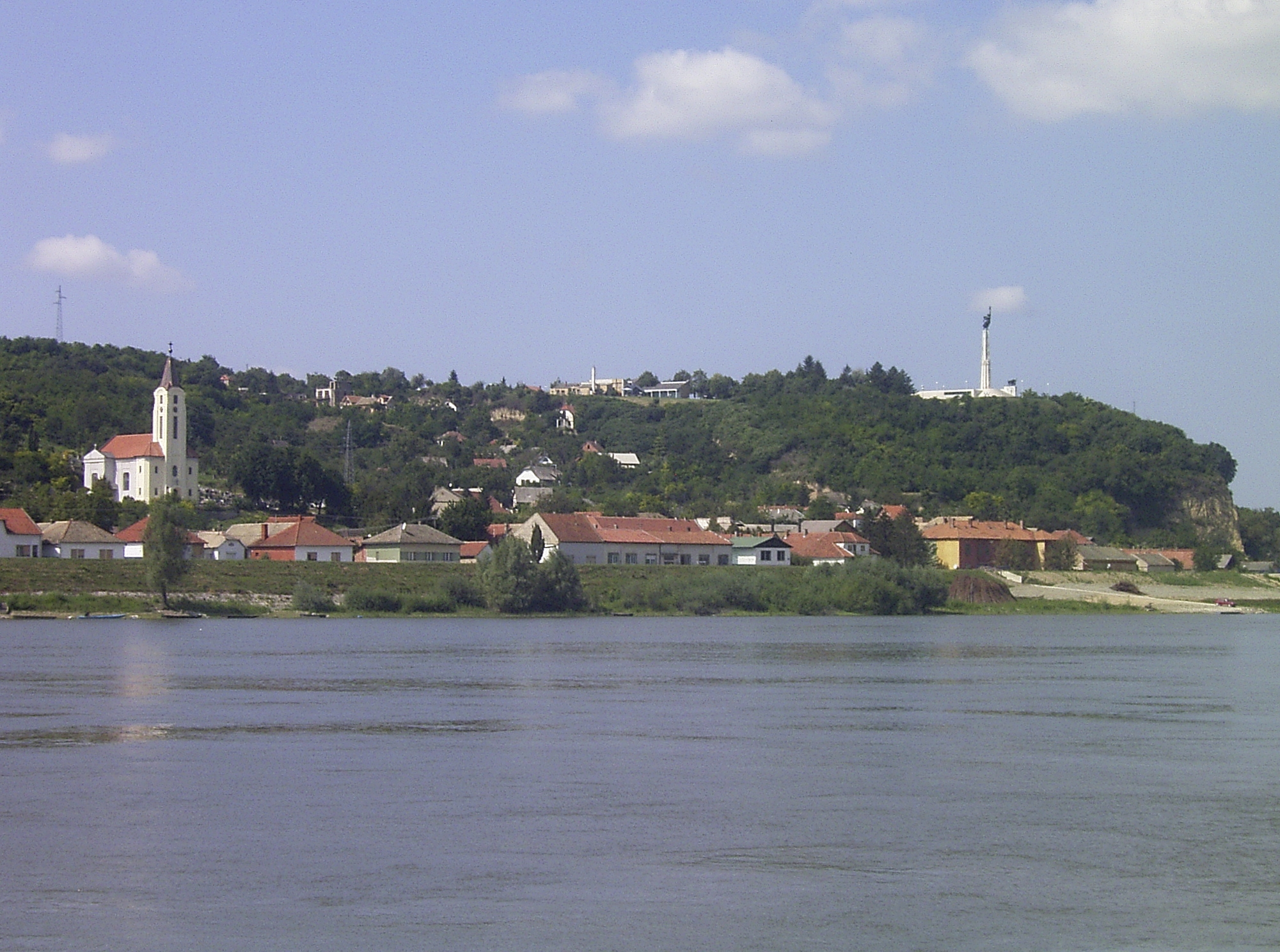
Il Danubio a Batina nel comune di Draž.

Con soli 137 km, la Croazia, dopo la Moldavia, è lo Stato rivierasco che possiede la più piccola quota del corso del fiume sul suo territorio. Il fiume arriva in Croazia a Batina (comune di Draž), un porto fluviale situato al crocevia tra Croazia, Ungheria e Serbia. Il fiume funge da confine naturale tra Croazia e Serbia. La principale città croata situata sul Danubio è Vukovar, che ha sofferto gravi danni durante la guerra contro la Serbia. Un altro importante centro della Croazia, Osijek, è situato relativamente vicino al fiume, a circa venti chilometri dalla confluenza tra Danubio e Drava, il secondo affluente più lungo.

#### Serbia

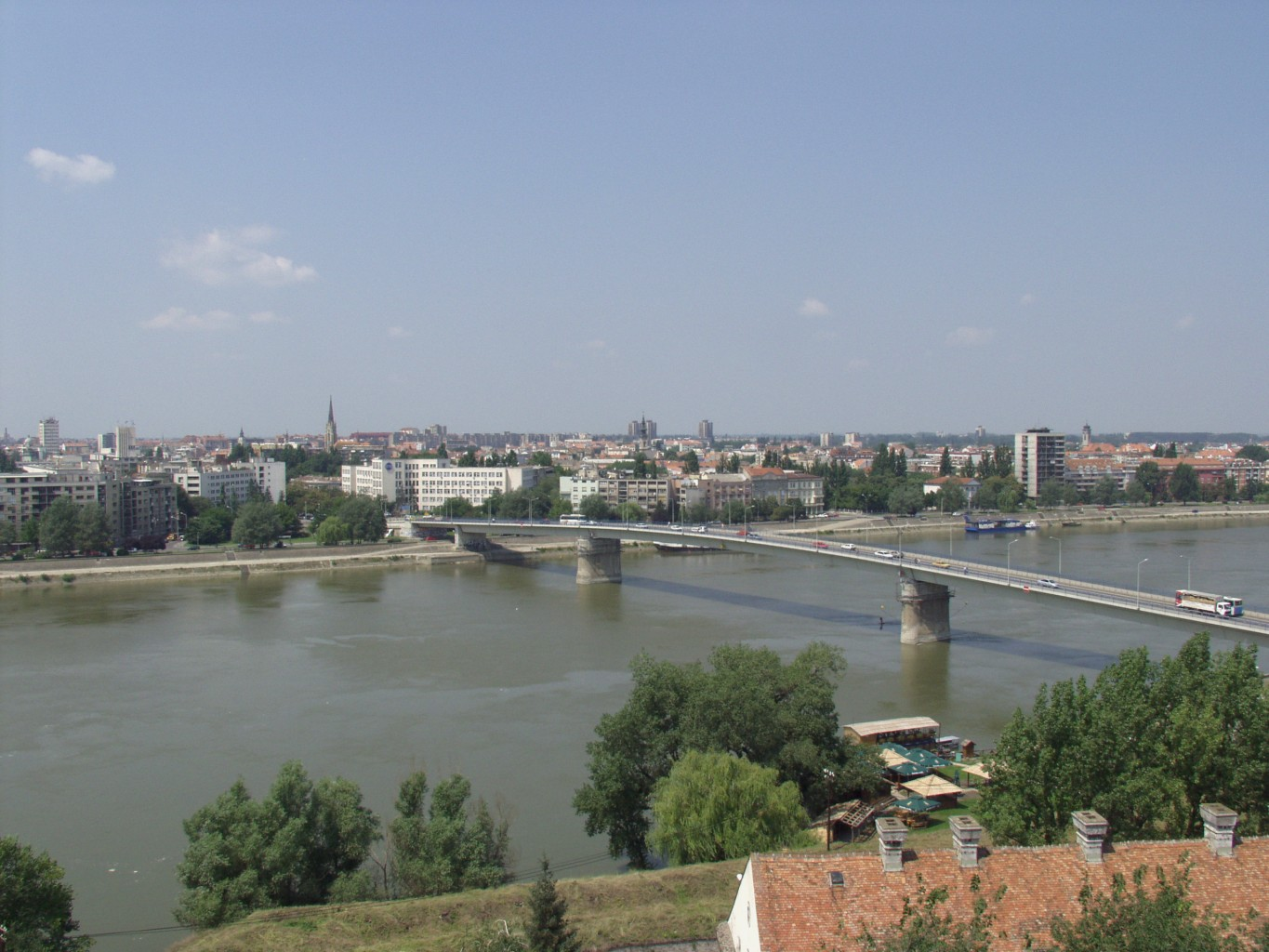
Il Danubio a Novi Sad.

Nella prima parte del tratto il fiume rappresenta il confine tra Croazia (riva destra) e la Serbia (riva sinistra). Nelle vicinanze di Bačka Palanka, il Danubio forma un anello e poi attraverso la Serbia verso sud-est allontanandosi dal confine croato e avvicinandosi al confine rumeno.
A soli 25 km dal confine ungherese vi è la prima grande città in territorio serbo, la città portuale di Apatin, un tempo popolata quasi esclusivamente da discendenti di immigrati tedeschi dal XVIII secolo alla fine del seconda guerra mondiale.
A valle di questa città, il fiume passa Novi Sad, i cui ponti sono stati gravemente danneggiati nel 1999 durante la guerra del Kosovo. Per oltre sei anni il traffico tra le due parti della città si è svolto mediante un ponte galleggiante temporaneo. Questo rendeva difficile la navigazione sul Danubio, perché il ponte veniva aperto tre volte alla settimana. Dopo l'inaugurazione del Ponte della Libertà l'11 ottobre 2005, la navigazione sul fiume non è più ostacolata.
Dopo 70 chilometri, il Danubio raggiunge Belgrado, la terza più grande città sul fiume con 1,6 milioni di abitanti. La regione è abitata da 7.000 anni, rendendola una delle più antiche città continuamente abitata sulle rive del Danubio. Belgrado è costruita attorno alla confluenza con la Sava e il suo centro è dominato dall'imponente fortezza Kalemegdan.
Continuando il suo viaggio attraverso la Serbia, il Danubio passa la città industriale di Pančevo, dove il Danubio trova la confluenza con il Tibisco, e a Smederevo incontra la Grande Morava. Passa poi davanti all'imponente forte di Golubac e nella gola della Porte di Ferro. Il Danubio diviene confine tra Serbia e Romania. Sulla parte serba è situato il parco nazionale di Đerdap contenente la Tabula Traiana.

#### Bulgaria
All'arrivo in Bulgaria, il Danubio segna il confine nord del paese con la Romania. Lungo un confine di 500 km fino al 2012 esisteva un solo ponte, costruito nel 1954, che collegava la più grande città bulgara del Danubio, Ruse con la città romena di Giurgiu, chiamato "ponte dell'amicizia". Un secondo ponte, completato nell'ottobre del 2012, collega la città di Vidin con Calafat.
Per la Bulgaria, il fiume, nonostante la sua lunghezza, trova minor importanza rispetto ad altri paesi. Il nord della Bulgaria è scarsamente popolato, e il fiume ha importanza solo regionale per la piccola flotta mercantile. Sono dodici i porti bulgari sul Danubio, i più importanti Svištov, Ruse, Vidin, Nicopoli, Silistra e Lom. Nella città di Svištov il Danubio raggiunge il suo punto più meridionale. Da lì devia verso nord in territorio romeno, lasciando il territorio bulgaro dopo Silistra.

#### Romania

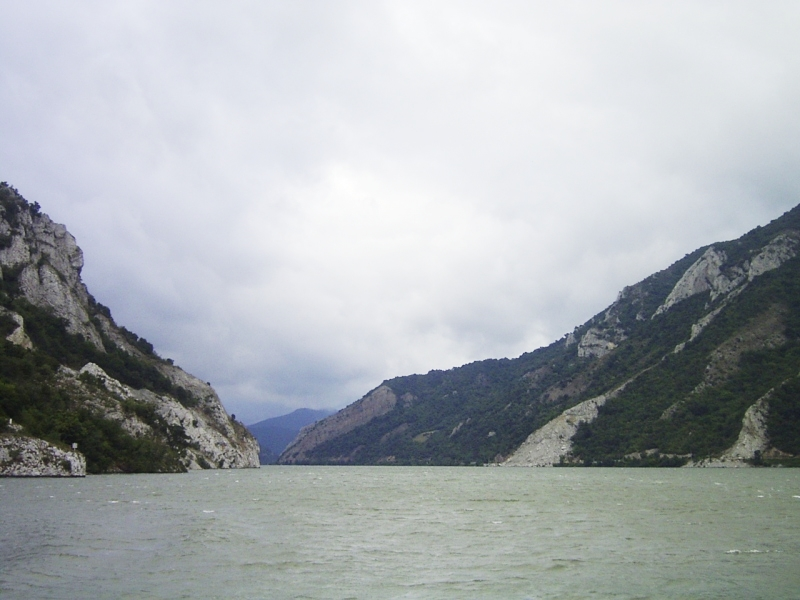
Le Porte di Ferro.

Per ben 1.075 km, cioè più di un terzo della sua lunghezza totale, il Danubio attraversa il territorio romeno. La Romania possiede la quota maggiore del tratto fluviale. All'inizio il fiume costituisce il confine con la Serbia e in seguito con la Bulgaria quindi nella regione tra Bărăgan e Dobrugia, devia verso nord prima di gettarsi nel Mar Nero e aver segnato il confine con l'Ucraina.
Prima di arrivare alle Porte di Ferro, la sezione più pericolosa del fiume prima della sua regolamentazione negli anni settanta, riceve le acque del fiume Olt vicino alla città di Islaz. Dopo aver raggiunto Orșova entra a Drobeta-Turnu Severin. Qui, il fiume devia a sud e passa Gruia, Pristol, Cetate e Calafat, poi continua il suo cammino verso est, dove rappresenta il confine con la Bulgaria. In questo tratto oltrepassa le città di Dăbuleni, Corabia, Turnu Măgurele, Zimnicea, Giurgiu (situata proprio di fronte alla città bulgara di Ruse), Oltenița (dove confluisce il fiume Argeș) e Călărași. Abbandonato il confine con la Bulgaria trova Cernavodă, Topalu, Hârșova, Giurgeni e Gropeni prima di raggiungere le più grandi città di Brăila e Galați. Quarantasette chilometri dopo quest'ultima città, il Danubio si divide in tre rami che delimitano il delta del Danubio dove trova i porti di Tulcea e Sulina prima di raggiungere il Mar Nero più a est. Per oltre un centinaio di chilometri dopo Galați, il Danubio segna il confine tra Romania, Moldavia (solo 570 metri) e Ucraina (per l'ultimo tratto con il ramo più settentrionale, la Chilia).

#### Moldavia
La Moldavia ha la più piccola sezione del Danubio tra i paesi rivieraschi. Poco dopo essere raggiunto dal fiume Prut dopo Galați, la riva sinistra del Danubio diventa moldava e il fiume segna il confine con la Romania per 570 metri di lunghezza, vicino a Giurgiulești. La Moldavia ebbe inizialmente solo 340 metri di riva ma nel 1999 l'Ucraina cedette, durante uno scambio di territori, ulteriori 230 metri. Anche se può accedere al porto romeno di Galați e ai porti ucraini di Reni, Izmaïl e Kilija, il paese ha piani per utilizzare il suo accesso al Danubio con la costruzione di un porto.

#### Ucraina
Dopo il confine moldavo, la riva sinistra del Danubio diventa ucraina e segna il confine tra Romania e Ucraina per 47 km. Il Danubio in quest'ultimo tratto è diviso in tre rami: due di essi, Sulina e Sfântu-Gheorghe, sono romeni, mentre il terzo, il più settentrionale, la Chilia, continua a segnare la frontiera e incontra i porti di Izmaïl, Kilija e Vilkovo, dove inizia il Canale di Bystroe. Dopo Vilkovo, il ramo Chilia diviene interamente ucraino e si getta a pochi chilometri di distanza nel Mar Nero. Il delta del Danubio, sia nel tratto romeno che in quello ucraino, è classificata come riserva naturale della biosfera come parte del programma Man and Biosphere delle Nazioni Unite.

### Ansa del Danubio
Il Danubio poco a sud di Bratislava entra nel territorio ungherese e prosegue per circa 150 km segnando il confine a nord con la Slovacchia. In questo tratto il fiume procede in direzione ovest-est fino ad attraversare le montagne della Dorsale ungherese lasciando sulla destra i monti Gerecse e i monti Pilis e sulla sinistra i monti Börzsöny. Subito dopo questo attraversamento, giunto presso la città di Visegrád il fiume volta verso sud disegnando un'ansa che in ungherese viene chiamata Dunakanyar (letteralmente curva del Danubio). Dopo l'ansa il fiume prosegue verso sud attraversando tutta la Grande pianura ungherese per circa 400 km, fino ad incontrare la Drava in territorio croato. Da qui riprende il suo percorso verso est che lo porta alla foce nel Mar Nero dopo aver attraversato Serbia, Bulgaria, Romania, Moldavia e Ucraina.

### Il delta del Danubio
Il delta del Danubio è ramificato, e con i suoi 5000 km², rappresenta la più estesa zona umida d'Europa, con tre bracci principali ed innumerevoli bracci laterali, canneti, isole galleggianti, bracci laterali morti e laghi, ma anche boschi ripariali e biotopi aridi situati sulle dune. È stato dichiarato dall'UNESCO patrimonio dell'umanità dal 1991. Le sue paludi ospitano grandi stormi di uccelli migratori, inclusa l'oca collorosso (Branta ruficollis) in pericolo di estinzione. Schemi di canalizzazioni e drenaggi, quali il Canale di Bastroe, minacciano il delta.

### L'Italia
Appartengono all'Italia quattro piccole parti del bacino imbrifero del Danubio che si trovano oltre lo spartiacque alpino, ovvero, da ovest ad est: il territorio del Comune di Livigno che alimenta il torrente Spöl (in dialetto locale Aqua Granda) e una piccola parte del comune di Valdidentro (in cui scorre l'Acqua del Gallo) che confluiscono nell'Inn, che a sua volta confluisce nel Danubio; il territorio compreso fra il passo di Resia e il confine austriaco, che non coincidono ma distano poche centinaia di metri; gran parte del Comune di Sesto Pusteria/Sexten e tutto il Comune di San Candido/Innichen, nel quale si trovano le sorgenti della Drava, che, insieme a Sava e Morava, è uno dei più importanti affluenti di destra del Danubio; il territorio di Tarvisio, a oriente della sella di Camporosso in val Canale, nel quale si trovano le sorgenti del fiume Slizza, che è affluente della Gail, a sua volta affluente della Drava. Per questo fatto l'Italia ha il diritto di navigazione sul Danubio in forza della Convenzione di Belgrado del 1948.

### Navigabilità
Il Danubio è un'importantissima via di comunicazione internazionale. È navigabile da navi di portata oceanica a partire da Brăila, in Romania, e da navi fluviali a partire da Ulma, in Germania. Sono navigabili circa 60 dei suoi affluenti. In Romania il fiume è direttamente collegato al mare tramite il Canale Danubio-Mar Nero, che dalla città di Cernavodă permette di raggiungere la costa a Năvodari (ramo settentrionale) o al porto di Costanza (ramo meridionale).
Dopo la costruzione, nel 1992, del canale Reno-Meno-Danubio in Germania, il fiume è divenuto parte di un'importantissima via fluviale transeuropea che collega Rotterdam sul Mare del Nord a Sulina sul Mar Nero (3.500 km).
Nel 1994 il Danubio venne dichiarato uno dei dieci corridoi di trasporto Pan-Europei; rotte in Europa Centrale e Orientale che richiesero grandi investimenti negli ultimi dieci-quindici anni. L'ammontare dei beni trasportati sul Danubio è cresciuto di circa 100 milioni di tonnellate nel 1987.
Nel 1999 la navigazione sul fiume fu resa problematica dal bombardamento da parte delle forze della NATO di tre ponti in territorio serbo e la rimozione delle macerie fu terminata solo nel 2002.
Alle Porte di Ferro, il Danubio scorre dentro una gola che forma parte del confine tra Serbia e Romania; contiene due dighe per la produzione idroelettrica, Đerdap I and Đerdap II.
La gola si trova tra la Romania a nord e la Serbia a sud. Inoltre, in Serbia c'è il Canale Danubio-Tibisco-Danubio.

## Storia

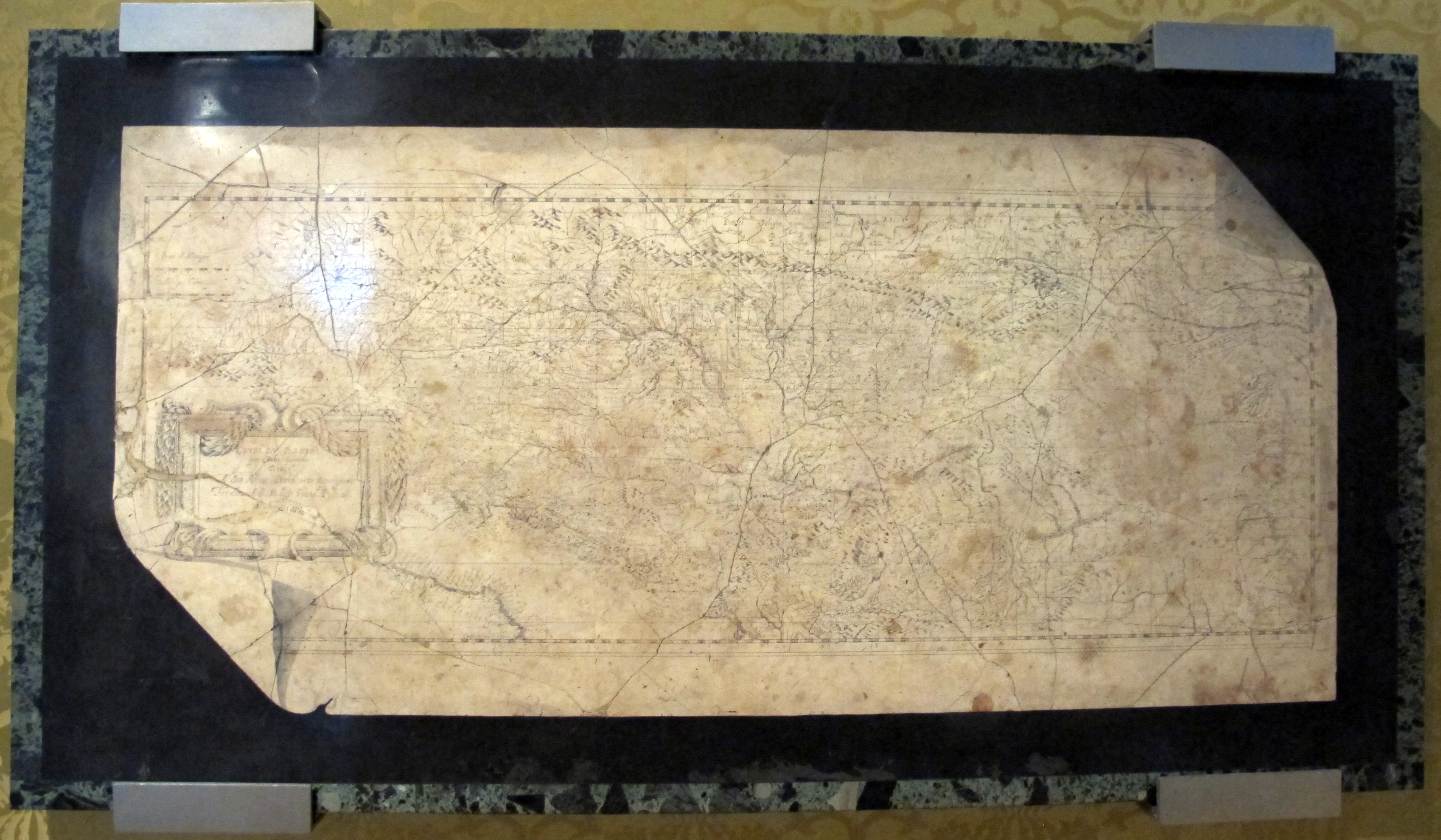
Rappresentazione del corso del Danubio in una mappa del 1694 (Carlo Giovanni Gibertoni, Museo Galileo di Firenze).

Il bacino del Danubio contiene siti delle prime culture umane: le culture neolitiche del Danubio includono le culture della ceramica lineare del medio bacino del Danubio. La cultura di Vučedol del III millennio a.C. è famosa per le sue ceramiche. Più tardi, molti siti della cultura Vinca sono ubicati lungo il Danubio.

## Economia del Danubio

### Pesca
L'importanza della pesca sul Danubio, che doveva essere enorme nel Medioevo, è declinata drammaticamente per l'orribile fenomeno del cianuro avvenuto nel febbraio del 2000. Ciò nonostante, alcuni pescatori sono ancora attivi in certe parti del fiume, e il Delta del Danubio ha un'importante industria.

### Turismo
Ci sono molte località turistiche e culturali lungo il Danubio, inclusa la valle di Wachau, il Parco Nazionale Donau-Auen in Austria e il Parco Naturale Obere Donau in Germania.
Lungo le sponde del Danubio è possibile percorrere la ciclabile più famosa dell'Austria e forse d'Europa, la ciclabile del Danubio. La pista parte da Passavia (o Schärding) e giunge fino a Vienna (350 km di percorrenza di cui il 90% fuori dal traffico). Volendo si può proseguire fino a Budapest in Ungheria. Lungo il percorso sono possibili numerose visite a castelli o abbazie.

## Il Danubio in arte e cultura

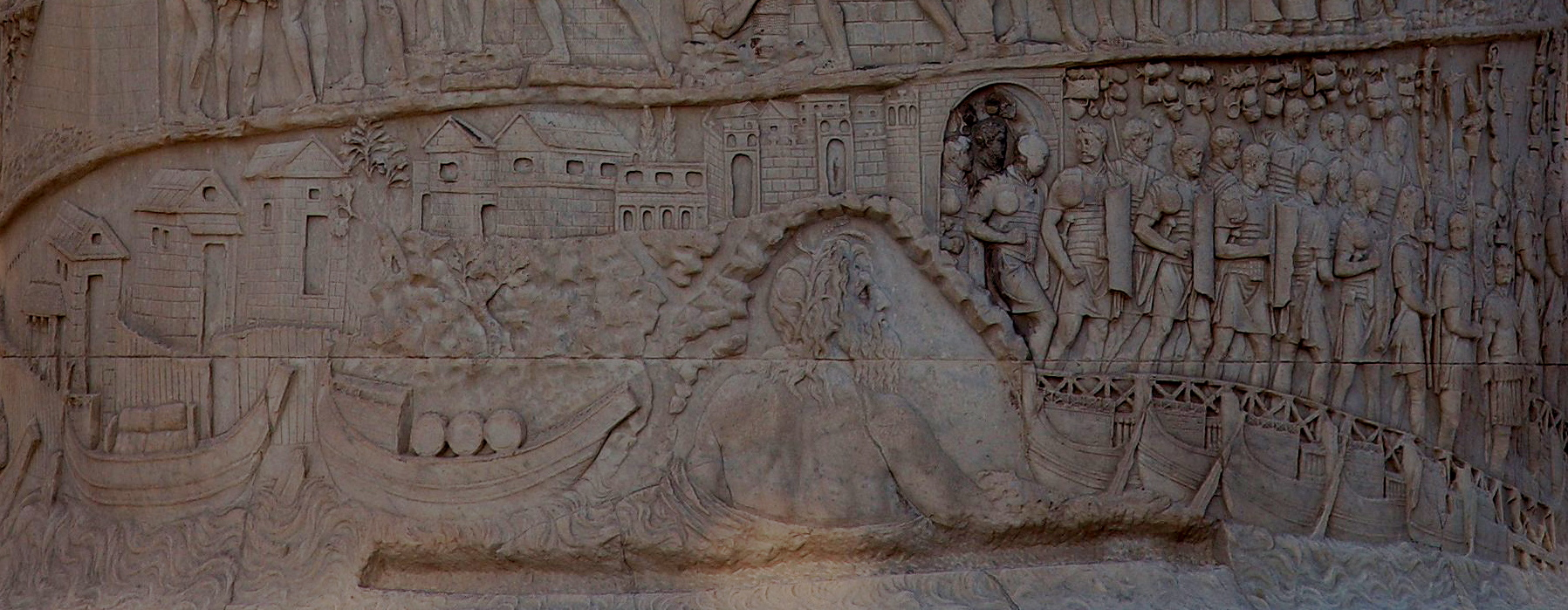
Il Danubio raffigurato sulla colonna Traiana

### Antichità
Il Danubio è nominato nella Teogonia di Esiodo, dove l'Istro "dalle acque belle" è indicato come uno dei venticinque figli di Oceano e Teti, fratello del Nilo, del Po (Eridano) e di altri fiumi.
Il dio Danubio è raffigurato occasionalmente nella statuaria romana. Particolarmente significativa la sua rappresentazione sulla colonna Traiana a Roma (II secolo d.C.).

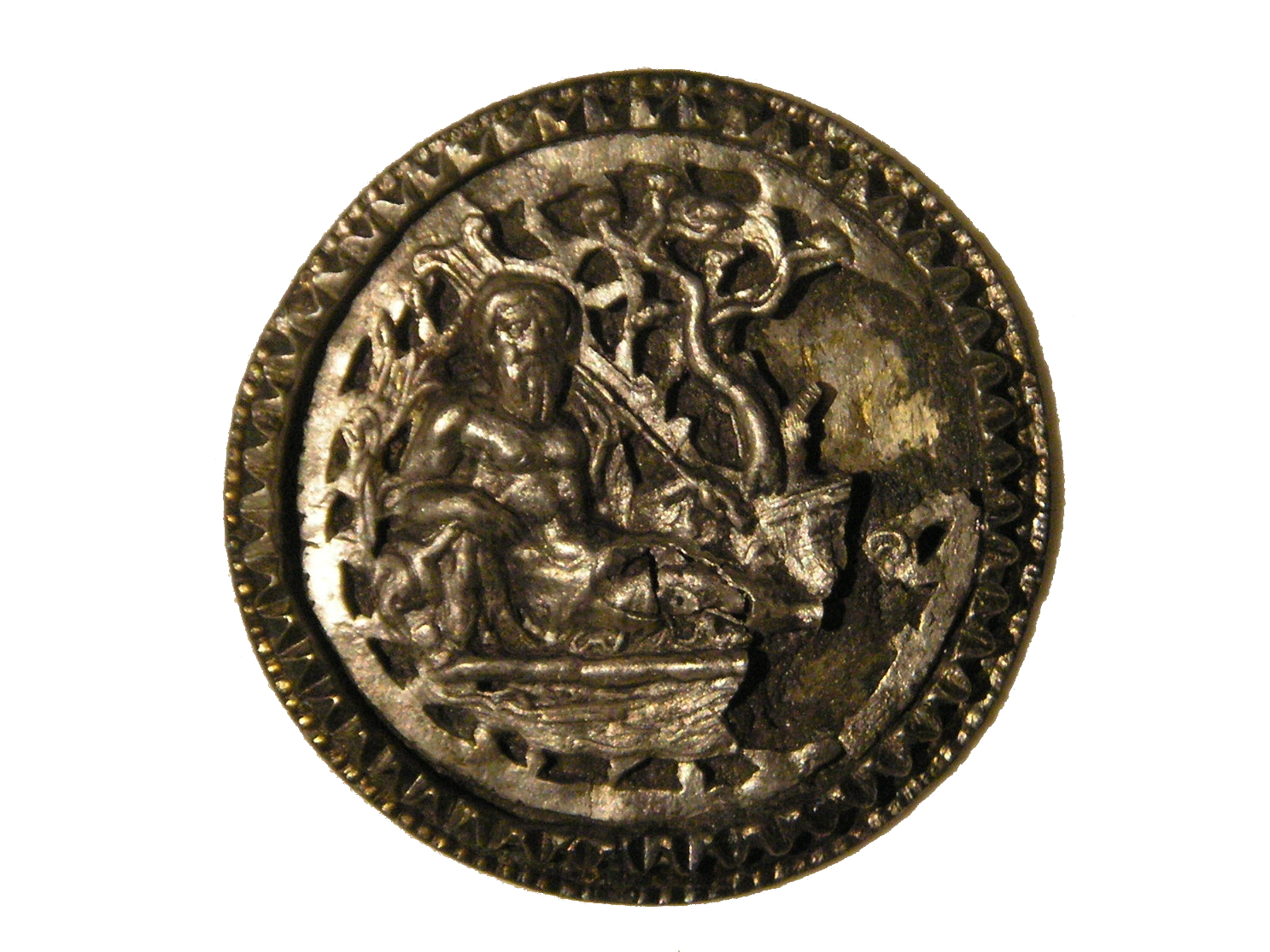
Il dio Danubio su fibula d'argento

Un'altra rappresentazione famosa del dio Danubio è riportata su una fibula d'argento del 200 d.C. circa, conservata al Museo Romano di Vienna.
Al di fuori degli aspetti mitologici, il Danubio impressionò Ovidio, che negli anni dell'esilio ne cantò dolorosamente le acque ghiacciate tra rive popolate di barbari, nel poema Tristia (libro III poesia 10).

### Età moderna
Il Danubio è uno dei fiumi rappresentati nella Fontana dei Quattro Fiumi, progettata da Gian Lorenzo Bernini nel XVII secolo e situata al centro di Piazza Navona, a Roma. In questo caso il Danubio è stato scelto come rappresentante del continente europeo.

### Tempi recenti
- Proprio a questo fiume il compositore austriaco Johann Strauss (figlio) s'ispirò per comporre il suo celebre valzer dal titolo An der schönen blauen Donau (Sul bel Danubio blu).
- Al fiume Danubio e a molti luoghi lungo il suo percorso mittel-europeo, è dedicato il libro Danubio (1986) dello scrittore Claudio Magris.
- Goran Kuzminac in Stella Del Nord ha scritto:

«Il Danubio striscia via
Non è mai stato blu
non esiste
Mille sogni più in giù»